# Anthony Nobilo
Anthony Nobilo (* 28. April 1999) ist ein neuseeländischer Leichtathlet, der sich auf den Hammerwurf spezialisiert hat.

## Sportliche Laufbahn
Erste internationale Erfahrungen sammelte Anthony Nobilo im Jahr 2019, als er bei den Ozeanienmeisterschaften in Townsville mit einer Weite von 64,93 m die Bronzemedaille hinter den Australiern Costa Kousparis und Ned Weatherly gewann. 2022 gewann er bei den Ozeanienmeisterschaften in Mackay mit 67,29 s die Silbermedaille hinter Ned Weatherly und 2024 siegte er mit 65,18 m bei den Ozeanienmeisterschaften in Suva.
In den Jahren von 2019 bis 2023 wurde Nobilo neuseeländischer Meister im Hammerwurf.